# Hinterhofjargon
Hinterhofjargon ist das Debütalbum des deutschen Rap-Duos Celo & Abdi aus Frankfurt am Main. Es erschien am 25. Mai 2012 über das Label Azzlackz (Groove Attack). Auf dem Album sind neben Celo & Abdi die Rapper Haftbefehl, Capo, Veysel, Xatar, SSIO und Schwesta Ewa vertreten.

## Entstehungsgeschichte
Celo und Abdi erlangten mit ersten Mixtape namens Mietwagentape, das 2011 als kostenloser Download veröffentlicht wurde, erste Bekanntheit in der Szene. In der Folge wurden sie von Haftbefehl auf dessen Label Azzlackz unter Vertrag genommen und nahmen die Arbeit an ihrem Debütalbum Hinterhofjargon auf. Die Produktion dauerte über ein Jahr. Im Vorfeld der Veröffentlichung wurden die Lieder Hektiks, Parallelen und Besuchstag als Videosingles auf YouTube ausgekoppelt.
Das Album erschien neben der Standard-Edition noch in zwei weiteren Versionen: Die „MZEE Edition“ enthielt neben dem Album auch ein Hinterhofjargon-T-Shirt, in der „iTunes Edition“ waren die Lieder Unsere Stadt und Interkontinental als Bonustracks enthalten. Auf der später veröffentlichten Streaming-Version des Albums sind die beiden Bonustracks ebenfalls enthalten.

## Produktion
Alle Tracks des Albums wurden von dem Produzenten Hamid Chizari alias m3 aus Hamburg produziert. Für die Abmischung und das Mastering war Lex Barkey verantwortlich. Das Albumcover wurde vom Hamburger Grafiker Adopekid entworfen.
Für die Instrumentals auf Hinterhofjargon bediente sich Produzent m3 zahlreicher Samples aus verschiedenen Musikgenres, häufig sind die Beats dabei um ein zentrales Sample aufgebaut. Das Instrumental von Last Action Hero basiert beispielsweise auf dem Lied Flash von Queen, Grundlage für das Instrumental von A2zlack ist das Lied Breathe der britischen Band The Prodigy. Auch klassische Filmmusik wurde von m3 gesampelt: Dem Beat von Besuchstag liegt eine gesampelte Melodie aus Il Vizio di Uccidere zugrunde, einem Titel des italienischen Komponisten Ennio Morricone, der 1965 für den Soundtrack des Films Für ein paar Dollar mehr komponiert wurde. Das Instrumental von Frauen basiert auf Plus Fort Que Nous des französischen Komponisten Francis Lai, das für den 1966 erschienenen Film Ein Mann und eine Frau entstand.

## Titelliste
| #     | Titel                    | Gastbeitrag         | Dauer |
| ----- | ------------------------ | ------------------- | ----- |
| 1     | Intro                    |                     | 2:19  |
| 2     | Hinterhofjargon          |                     | 3:08  |
| 3     | A2zlack                  | Capo                | 3:46  |
| 4     | Über Wasser halten       |                     | 3:47  |
| 5     | Traffic Cartel           | Haftbefehl          | 3:27  |
| 6     | Hektiks                  |                     | 3:50  |
| 7     | Durchsuchungsbefehl      | SSIO                | 4:27  |
| 8     | Besuchstag               | Xatar & Veysel      | 6:01  |
| 9     | Parallelen               | Haftbefehl          | 4:45  |
| 10    | Was hat sich verändert?? |                     | 4:49  |
| 11    | Frauen                   | Capo & Schwesta Ewa | 4:50  |
| 12    | Last Action Hero         |                     | 3:20  |
| 13    | Streetfighter II         |                     | 3:11  |
| 14    | Skit                     |                     | 1:06  |
| 15    | In meinem Land           |                     | 3:44  |
| 16    | Outro                    |                     | 1:39  |
| 17(*) | Unsere Stadt             |                     | 2:47  |
| 18(*) | Interkontinental         | Veysel              | 3:37  |

(*) Bonustrack

## Rezeption
Max Brandl vom Online-Musikmagazin Laut.de bewertete Hinterhofjargon mit drei von fünf Sternen. Das Album sei ein „Mix von unter anderem Französisch, Englisch, Türkisch und Italienisch, gestreckt mit diversen, meinerseits nicht näher identifizierbaren Ostblock-Anleihen und verschnitten mit einer Kofferraumladung Ticker-Sprech. Anders ausgedrückt: Hackschnitzeldeutsch in bestem Bahnhofsviertel-Kolorit.“ Rap.de lobte das Album als „Straßenrap mit authentischem Backgroundknowledge, starker Technik und dem furiosen Mix aus diversen Sprachen und Straßenslang“. Das Album verkörpere „pure Authentizität gepaart mit dem richtigen Schuss Wahnsinn“.
In der Zeitung Die Welt wurden Celo & Abdi „Nazi-Koketterien“ vorgeworfen, da Hinterhofjargon mitunter mit der Abkürzung HJ beworben wurde, die gemeinhin für Hitlerjugend stehe. Celo bezeichnete die Vorwürfe in einem Interview als „Quatsch“ und sagte: „Das ist nun mal die Abkürzung und hat nichts damit zu tun, dass wir Rechtsradikalismus unterstützen. Das Mietwagentape nennen wir ja auch kurz MWT, so ist das einfach.“
Das Hip-Hop-Magazin Juice bezeichnete Hinterhofjargon in einer Rückschau im Jahr 2019 als eines der „20 wichtigsten Rap-Alben der Dekade“ 2010–2019. Das Duo vermische in seinen Texten zahlreiche Sprachen, vermenge sie mit hessischen Slang und habe auf Hinterhofjargon so eine neue Hybridsprache kreiert, die „besser abbildet, wie junge Menschen in Deutschland sprechen, als das affektierte Hochdeutsch von Franz und Hans“.  Das Album habe somit die „Alltagssprache im Deutschrap“ nachhaltig verändert.
Zum zehnjährigen Jubiläum des Albums blickte die taz 2022 auf Hinterhofjargon zurück, bezeichnete es als „Klassiker des Straßenrap“ und attestierte dem Album, „den postmigrantischen Blick auf die deutsche Gegenwart geprägt“ zu haben. Auch MZEE blickte in einer Rückschau auf das Album zurück, lobte dabei dessen „politischen Mehrwert“ und zog folgendes Fazit: „Rückblickend hätte das Album wesentlich mehr Aufmerksamkeit verdient. Denn wer sich mit der Encodierung dieses Betonklassikers beschäftigt, dem sollte schnell auffallen, dass Hinterhofjargon weitaus facettenreicher daher kommt als die meisten der vergleichbaren Releases.“

## Chartplatzierungen
Hinterhofjargon stieg in der Chartwoche des 8. Juni 2012 auf Position acht in die deutschen Albumcharts ein und konnte sich insgesamt zwei Wochen in den Top 100 halten. In Österreich schaffte es das Album auf Platz 29 und in der Schweiz auf Platz 13 der Charts.
| ChartsChartplatzierungen | Höchstplatzierung | Wochen |
| ------------------------ | ----------------- | ------ |
| Deutschland (GfK)        | 8 (2 Wo.)         | 2      |
| Österreich (Ö3)          | 29 (1 Wo.)        | 1      |
| Schweiz (IFPI)           | 13 (2 Wo.)        | 2      |